# قوی و پایدار

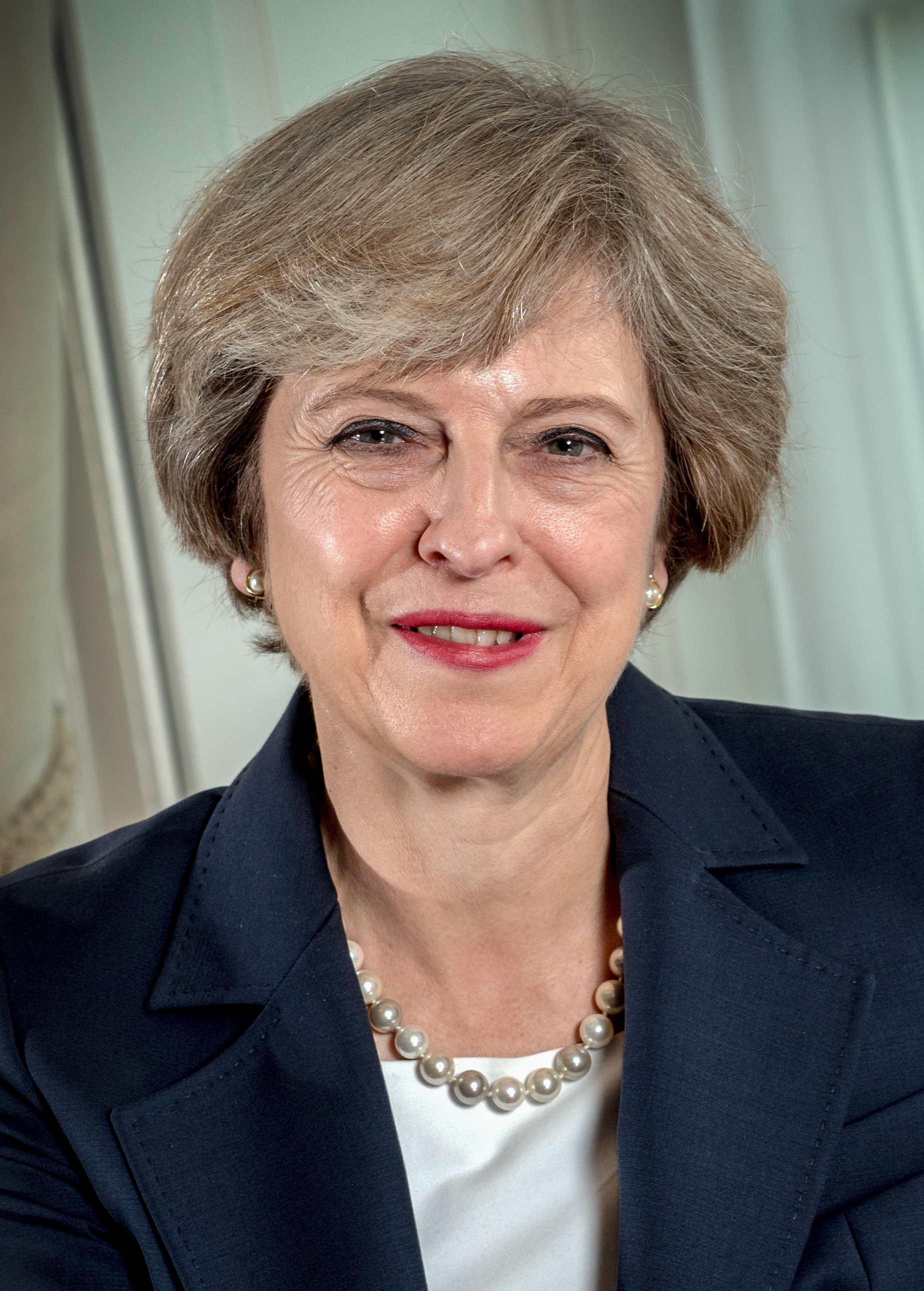
ترزا می در سال ۲۰۱۷میلادی

" قدرتمند و پایدار " یا " رهبری قوی و پایدار " عبارتی بود که ترزا می نخست وزیر انگلیس اغلب در آستانه انتخابات عمومی ۲۰۱۷میلادی انگلستان به کار برد .

## ریشه

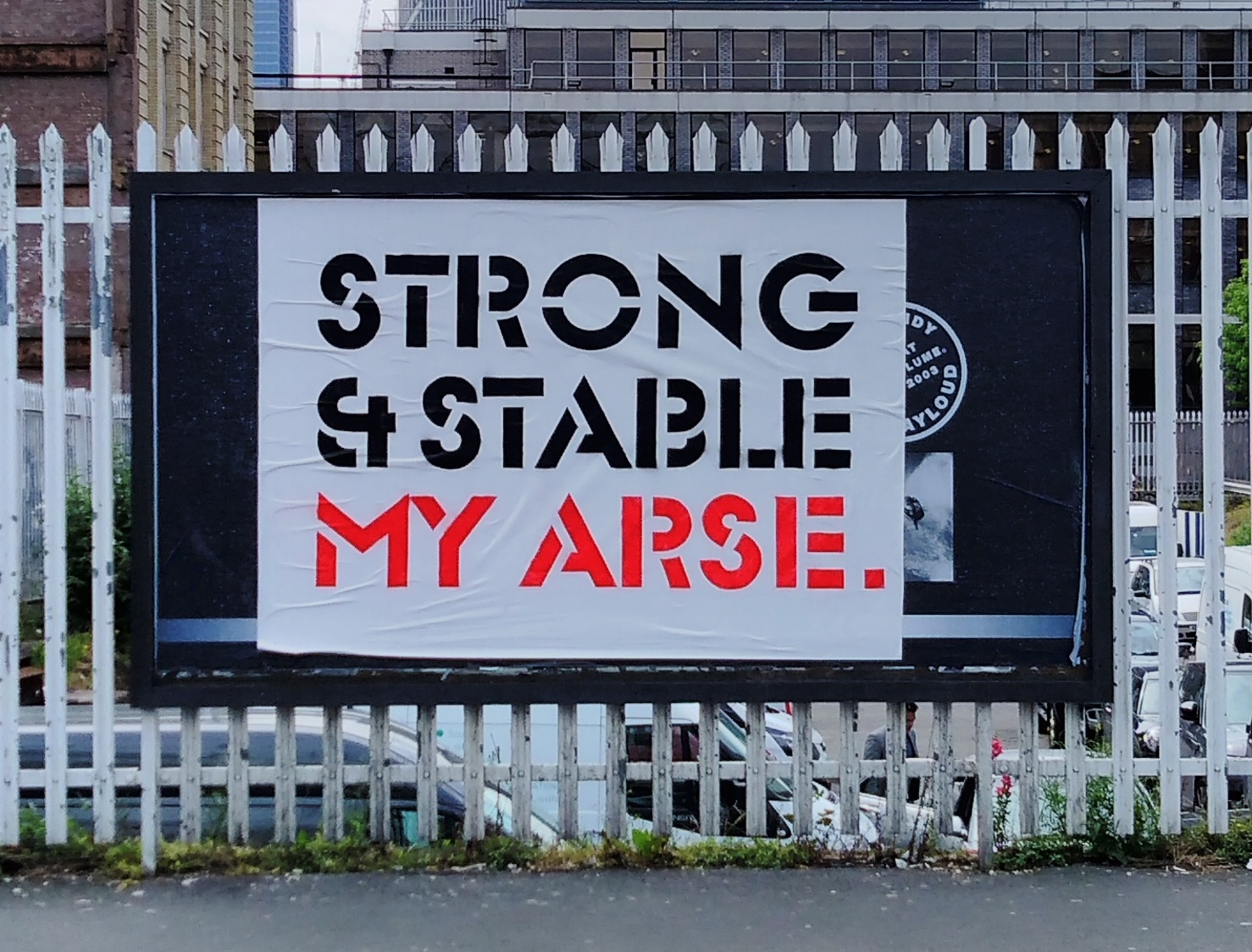
پوستر در شهر لندن ، این جمله را در هنگام مبارزات انتخاباتی مردم انگلستان به کار می برند.

به گزارش فایننشال تایمز ، این عبارت ممکن است از سخنرانی نخست وزیر پیشین دیوید کامرون پس از رای گیری انگلیس برای خروج از اتحادیه اروپا : "ثبات ، رهبری قوی ، مصمم و متعهد".

## استفاده توسط ترزا می و دیگران
"قوی و پایدار" به عنوان یک کلیشه توصیف شده بود که منجر به انتقادات شدیدی شد،ترزا می یک مبارز سیاسی است و فقط از طریق شعارهای خود با مردم صحبت می کند. 
در مصاحبه ای با اندرو مار ، خبرنگار بی‌بی‌سی ، می پس از گفتن "قدرتمند و پایدار" در ۳۰ ثانیه اول مصاحبه او قطع شد ، و از او خواسته شد که از شعار خود استفاده نکند.
هنرمندی به نام جرمی دللر پوستری را طراحی کرد که این عبارت را مسخره می کند. در یک کنفرانس مطبوعاتی در طول مبارزات انتخاباتی ، یک گزارشگر اظهار داشت که ماه انتخابات بسیار ماه حساسی است. این توسط سایر خبرگزاری ها نیز تکرار شد.در مقطعی دیگر از مبارزات انتخاباتی ، فردی به رهبر مخالفان جرمی کوربین دو موضوع ارائه داد ، یکی حاوی کلمه "قوی" و دیگری با کلمه "پایدار".
گفته می شود که پس از انتخابات ، می خواست شعار "قوی و پایدار" خود را کنار بگذارد ، زیرا احساس می کرد که این "احمقانه" کلمه بسیار احمقانه است و به طور گسترده ای تصور می شد که این عبارت بیش از حد استفاده شده است و دیگر عادی شده است.
گای ورهوفشتات ، هماهنگ کننده پارلمان اروپا در امور مربوط به برکسیت (Brexit ) ، این عبارت را مورد استفاده قرار داد به طوری که: "هر معامله برکسیت (Brexit ) نیاز به درک قوی و پایدار از مسائل پیچیده و ..." دارد. 

## کتاب شناسی
جان کریس . من ، میبوت: ظهور و سقوط . لندن شابک 978-1-78335-159-6.